# Cao nguyên Trung tâm Sri Lanka
Cao nguyên Trung tâm là một Di sản thế giới được UNESCO công nhận tại Sri Lanka. Khu vực nằm nằm trong ba khu vực bảo vệ là Khu bảo tồn hoang dã Peak, Vườn quốc gia Horton Plains và Rừng bảo tồn Knuckles. Đây là những khu rừng mưa nằm ở độ cao lên tới 2.500 mét (8.200 ft) so với mực nước biển. Nó là nhà của nhiều loài động vật có vú như Khỉ lá mặt tía, Cu li thon lông đỏ.
Đây là di sản đầu tiên của Sri Lanka được UNESCO công nhận trong 19 năm qua, sau khi Đền thờ động Dambulla được công nhận năm 1991. Ban đầu, khu vực này được đề cử nhwu là di sản hỗn hợp nhưng UNESCO chỉ công nhận giá trị thiên nhiên của nó.

## Mô tả
Tại khu vực này là những khu rừng mưa nhiệt đới Sri Lanka đại diện cho các khu rừng ẩm núi cao và phụ núi cao trên 1.000 mét (3.300 ft) ở Cao nguyên Trung tâm và Dãy núi Knuckles. Tại đây có đến một nửa số loài thực vật có hoa đặc hữu và 51% loài động vật có xương sống đặc hữu của Sri Lanka. Đáng chú ý khi nó là nhà của 5 loài động vật có vú đặc hữu và 8 loài cận đặc hữu.